# Верхня Теча
Верхня Те́ча (рос. Верхняя Теча) — село у складі Катайського району Курганської області, Росія. Адміністративний центр Верхньотеченської сільської ради.
Населення — 545 осіб (2010, 634 у 2002).
Національний склад станом на 2002 рік: росіяни — 88 %.
У селі народився Герой Радянського Союзу Шумілов Михайло Степанович (*1895-†1975).